# Hieracium antarcticum
Hieracium antarcticum là một loài thực vật có hoa trong họ Cúc. Loài này được d'Urv. mô tả khoa học đầu tiên năm 1826.